# Ricardo Flores Magón, Palenque
Ricardo Flores Magón är en ort i Mexiko.   Den ligger i kommunen Palenque och delstaten Chiapas, i den sydöstra delen av landet, 800 km öster om huvudstaden Mexico City. Ricardo Flores Magón ligger 178 meter över havet och antalet invånare är 318.
Terrängen runt Ricardo Flores Magón är kuperad söderut, men norrut är den platt. Runt Ricardo Flores Magón är det glesbefolkat, med 16 invånare per kvadratkilometer. Närmaste större samhälle är Cristóbal Colón, 9,5 km väster om Ricardo Flores Magón. I omgivningarna runt Ricardo Flores Magón växer i huvudsak städsegrön lövskog.